# Flavomeliturgula schwarziana
Flavomeliturgula schwarziana är en biart som beskrevs av Patiny 2004. Flavomeliturgula schwarziana ingår i släktet Flavomeliturgula och familjen grävbin. Inga underarter finns listade i Catalogue of Life.